# 瑞丽江一级水电站
瑞丽江一级水电站是位于缅甸掸邦南康西南部约23公里（14英里）处的瑞丽江上的一座水电站，电站水坝为重力坝。电站装机容量为600兆瓦特。电站通过约5.1公里长的隧道引水发电，水头达到299米（约合981英尺）。大坝于2002年开始建设，于2006年12月10日截流，2008年9月5日第一台发电机投入运行。六台发电机中的最后一台于2009年4月投入运行。大坝和电站采用建设-运营-转让方式建设，耗资7.562亿美元。电站由中国华能水电控股并运营。下游规划有瑞丽江二级水电站和瑞丽江三级水电站。

## 图集

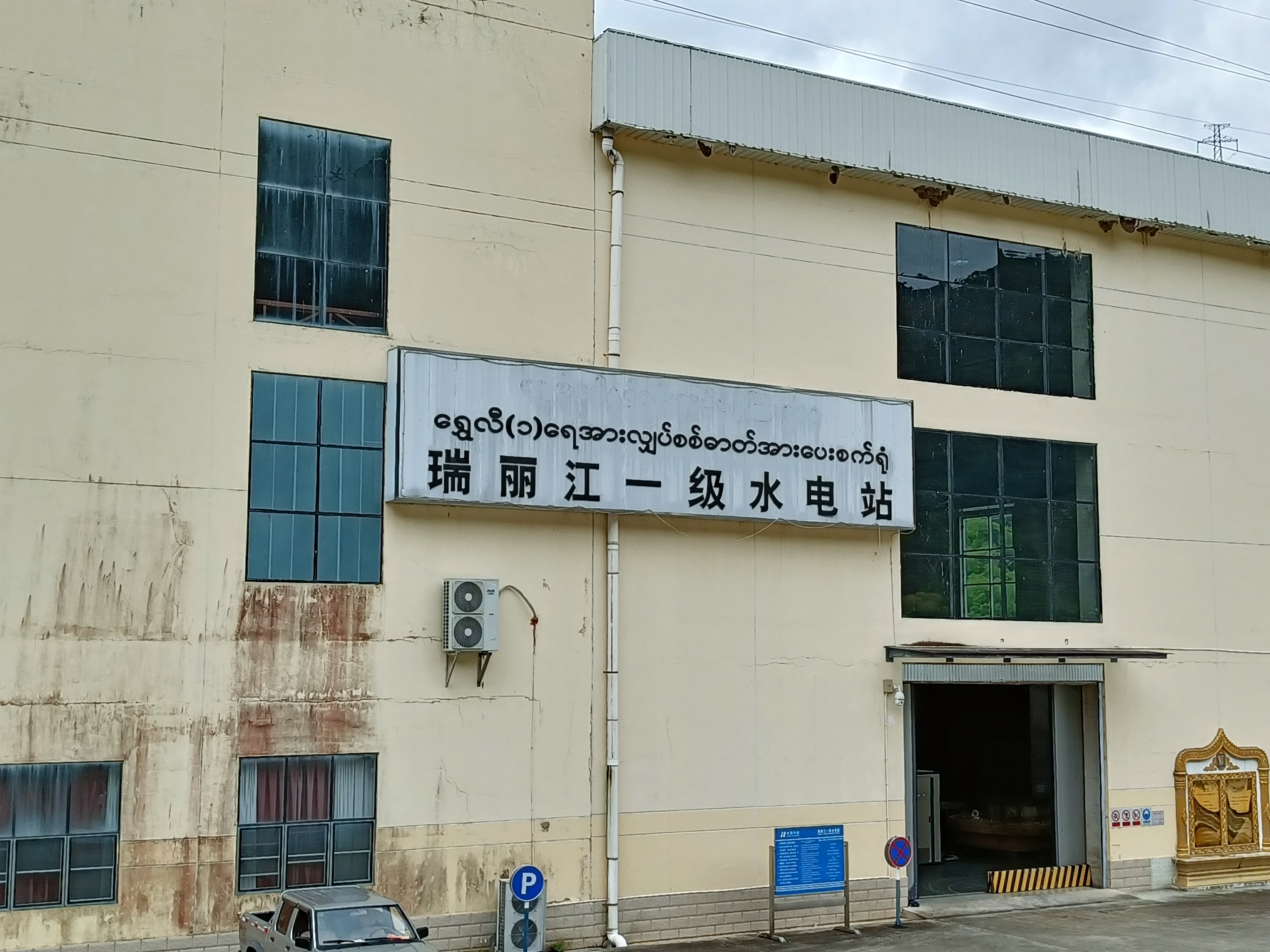
发电厂房
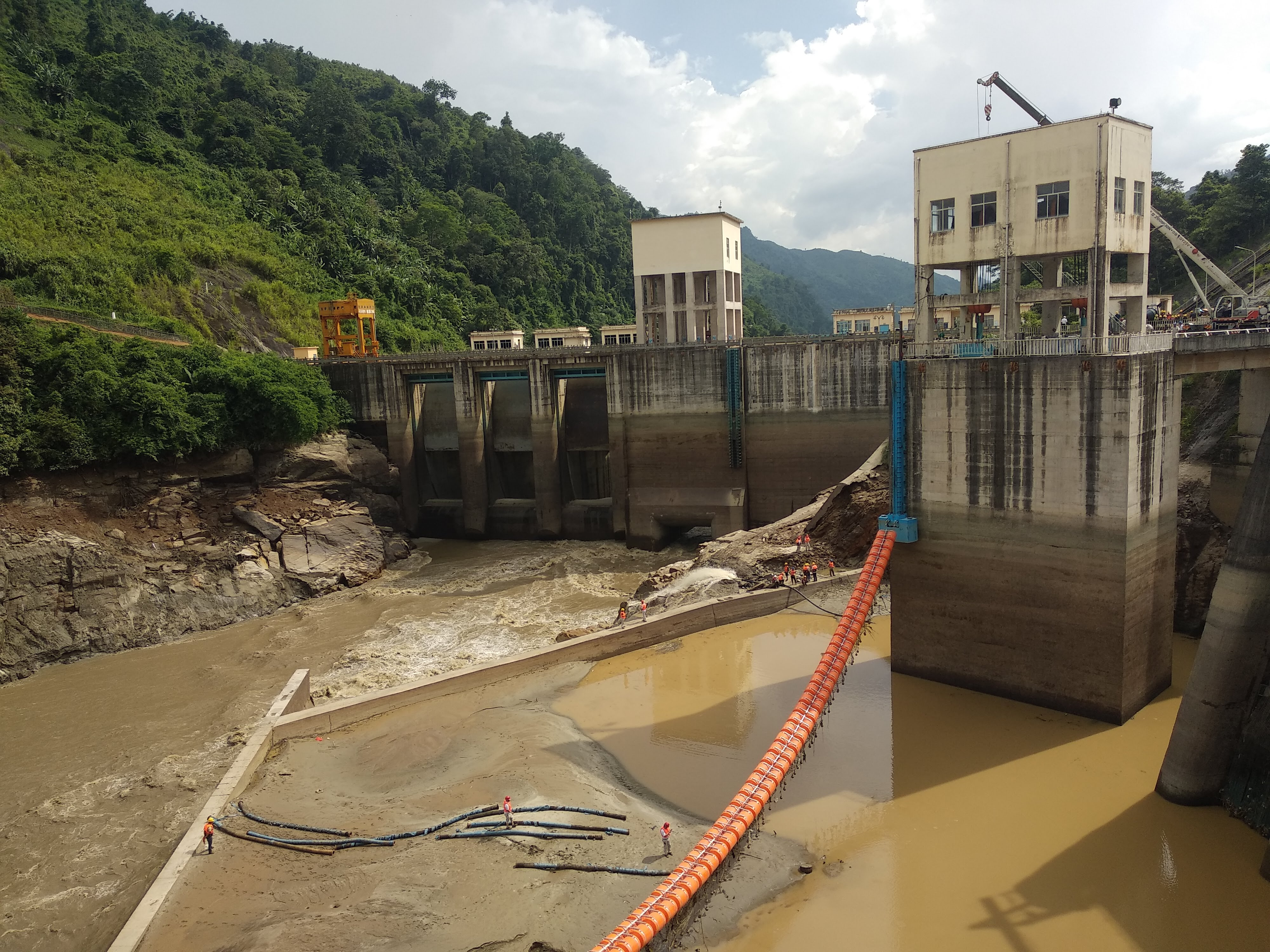
溢洪道
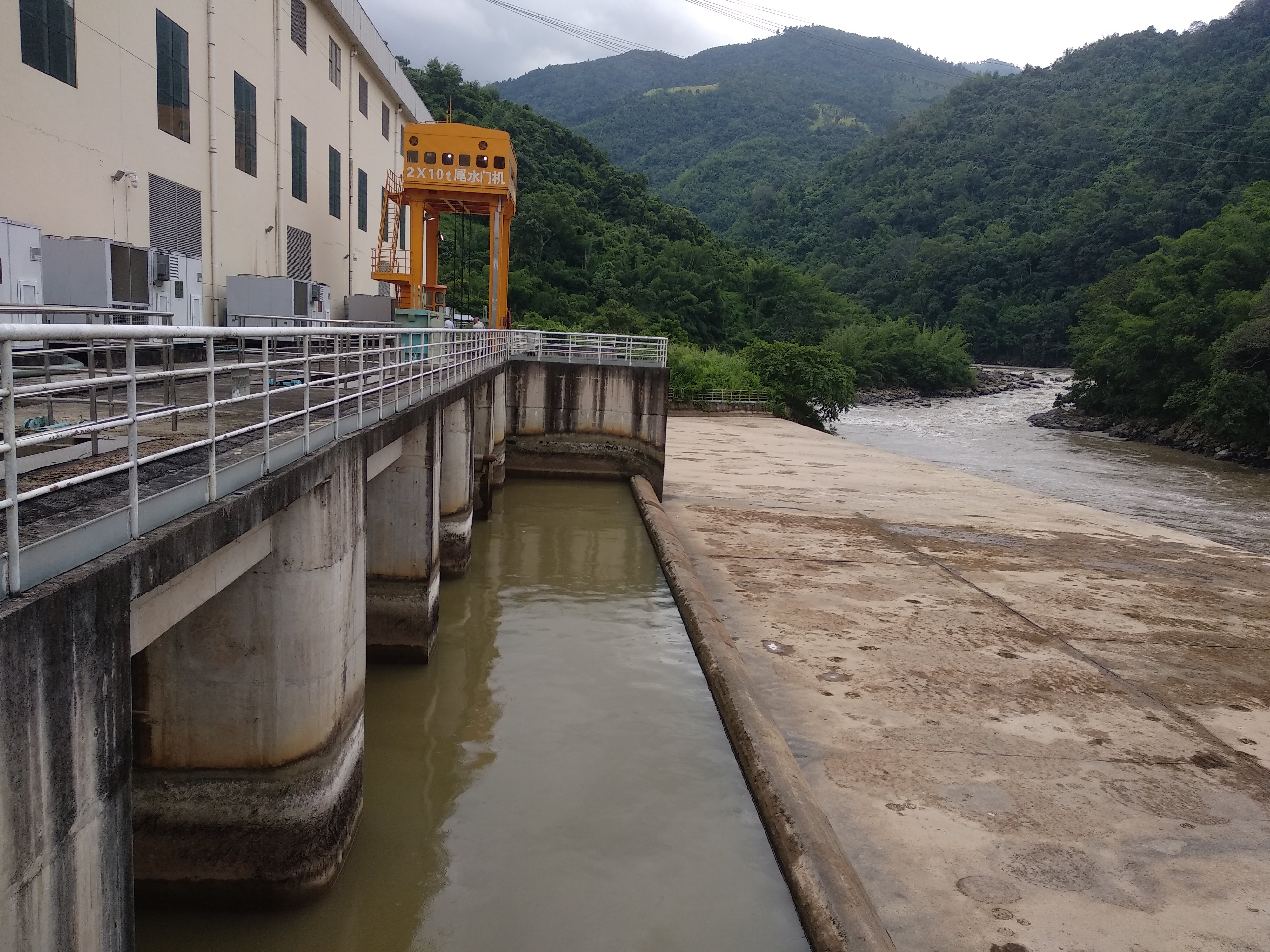
尾水闸门
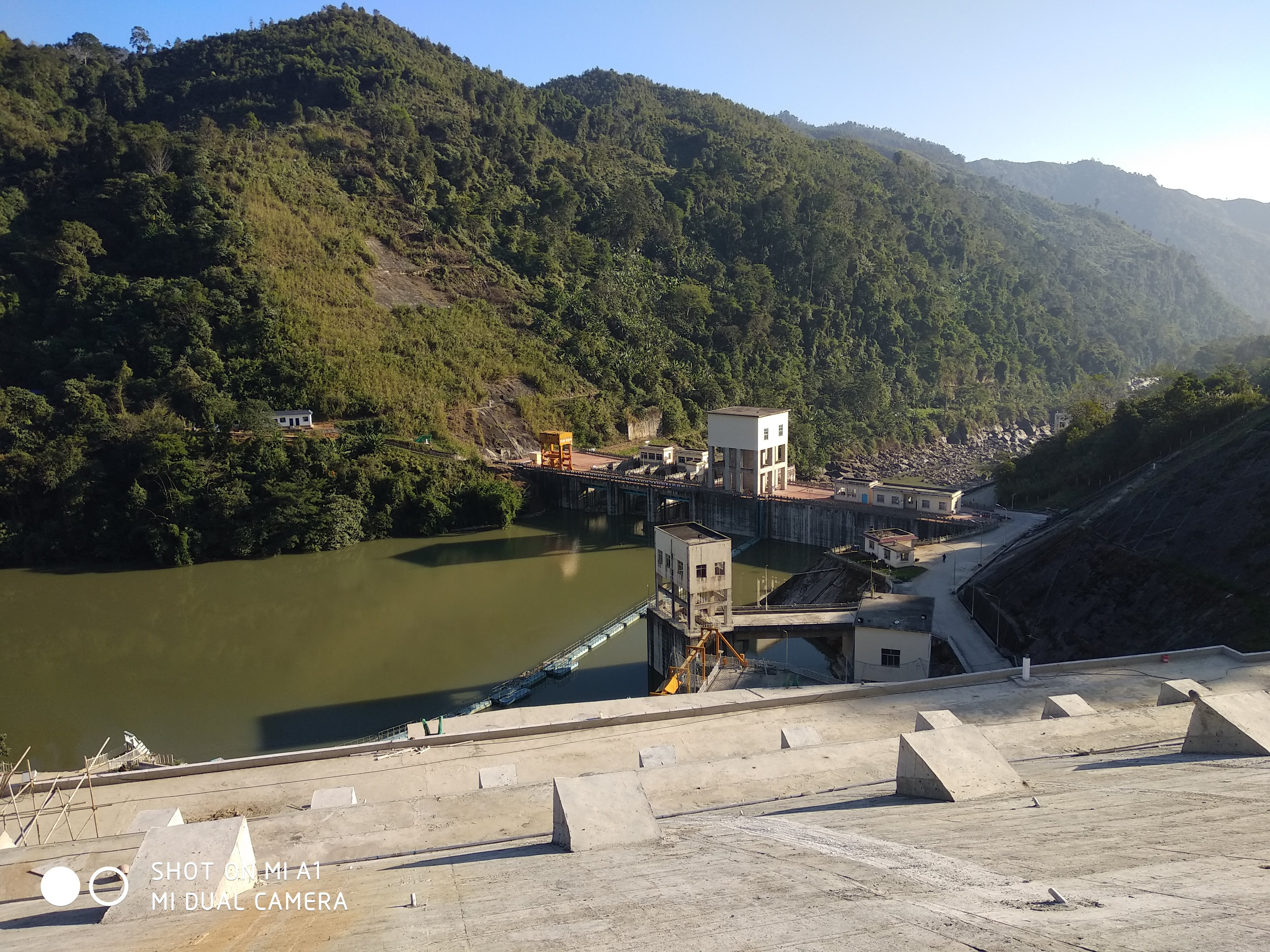
坝
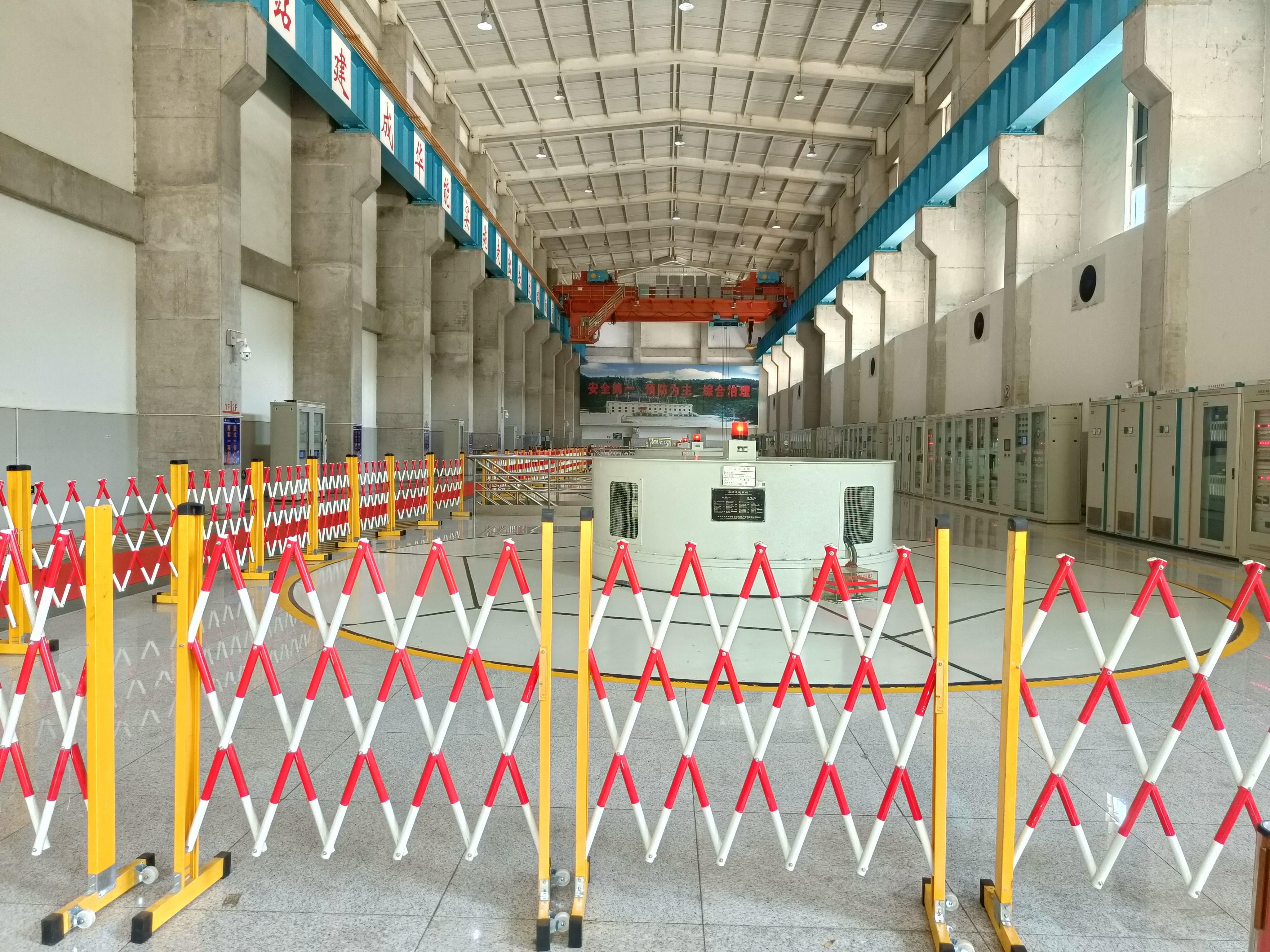
水轮机
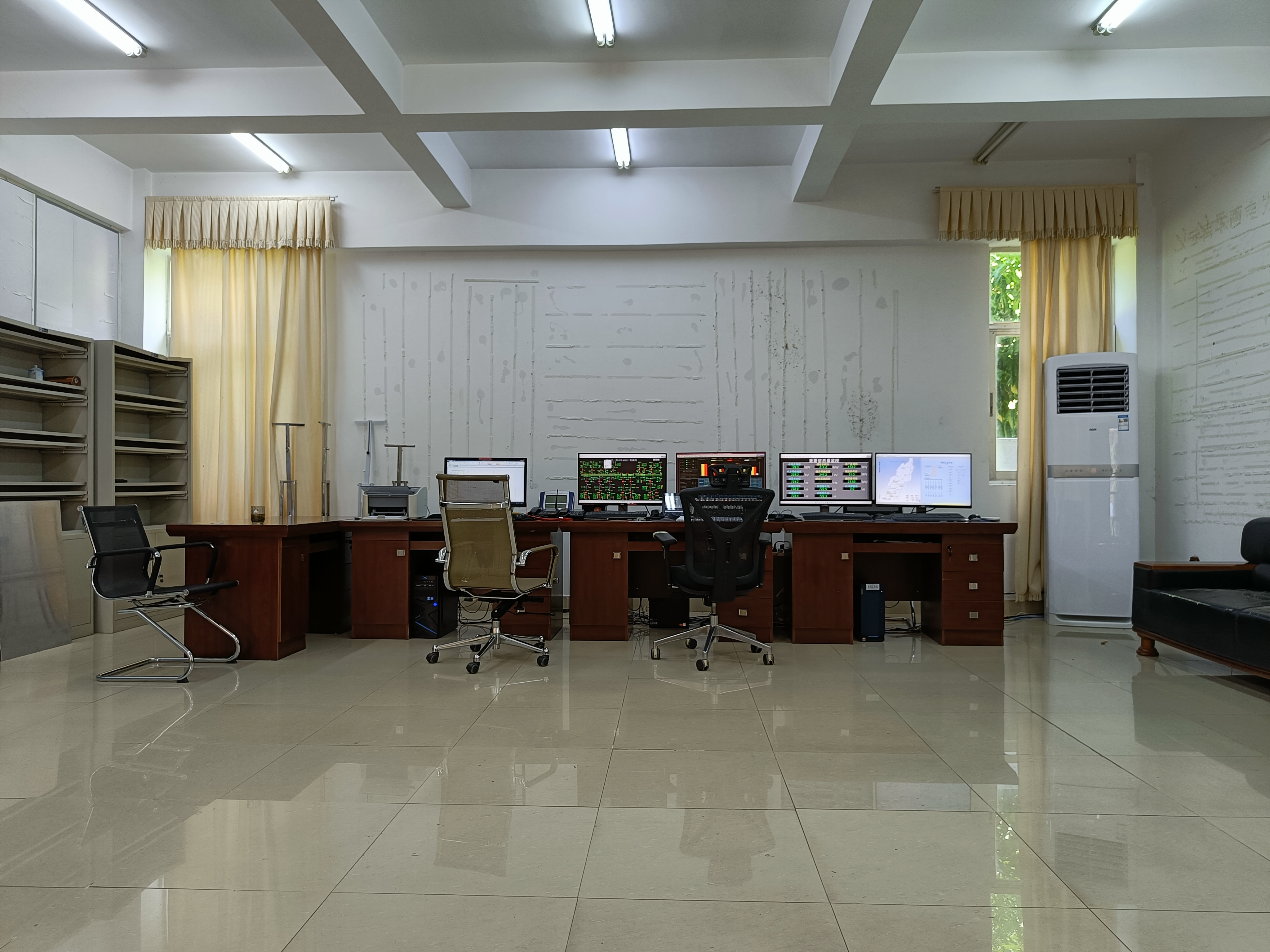
中央控制室